# Hermannsberg (Berching)
Hermannsberg ist ein Gemeindeteil der Stadt Berching im Landkreis Neumarkt in der Oberpfalz. Im Ort steht die Kirche Maria Himmelfahrt, welche zur Pfarrei Waldkirchen gehört. Im Ort entspringt die Marienquelle beziehungsweise Sturzquelle, die nach wenigen Metern dahinter in die Weiße Laber mündet.

## Geschichte
1933 hatte das Dorf 134 Einwohner und 1939 117 Einwohner. Am 1. Januar 1976 wurde Hermannsberg nach Berching eingemeindet. Der bisherige Ortsteil Riedhof wurde nach Ittelhofen eingemeindet und kam dann sechs Monate später nach Seubersdorf.